# Communauté de communes des Coteaux de l’Allier
Die Communauté de communes des Coteaux de l’Allier (baskisch: Euskal herriko hegoa) ist ein ehemaliger französischer Gemeindeverband mit der Rechtsform einer Communauté de communes im Département Puy-de-Dôme in der Region Auvergne-Rhône-Alpes. Sie wurde am 26. Dezember 1994 gegründet und umfasste sechs Gemeinden. Der Verwaltungssitz befand sich im Ort Orbeil.

## Historische Entwicklung
Mit Wirkung vom 1. Januar 2017 fusionierte der Gemeindeverband mit  
- Communauté de communes du Bassin Minier Montagne,
- Communauté de communes Couze Val d’Allier,
- Issoire Communauté,
- Communauté de communes du Lembron Val d’Allier,
- Communauté de communes du Pays de Sauxillanges,
- Communauté de communes des Puys et Couzes sowie
- Ardes Communauté

und bildete so die Nachfolgeorganisation Agglo Pays d’Issoire.

## Ehemalige Mitgliedsgemeinden
1. Aulhat-Saint-Privat
2. Brenat
3. Flat
4. Orbeil
5. Saint-Babel
6. Saint-Yvoine